# ZH-29
O ZH-29 era um fuzil semiautomático desenvolvido na Tchecoslováquia durante o final da década de 1920 e usado pelo Exército Nacional Revolucionário Chinês.

## Visão geral
O ZH-29 é um fuzil de serviço semiautomático operado a gás com sistema de travamento por ferrolho basculante semelhante ao que seria usado posteriormente no Sturmgewehr 44; embora enquanto o ferrolho da arma alemã se inclina verticalmente, o do ZH-29 o faz para o lado esquerdo. Externamente, a característica mais distintiva é que o cano está ligeiramente inclinado em relação ao receptáculo para compensar isso. Também incomum, o fuzil usa uma manga de alumínio.
Uma variante atualizada foi designada ZH-32.
Na China, o exército de Chang Tso-lin recebeu 150 fuzis ZH-29 e 100 fuzis ZH-32, e as tropas provinciais de Cantão também receberam 33 fuzis ZH-32. Um protótipo derivado foi construído em 1932 em Cheniangue, China. É improvável que esses fuzis tenham entrado em ação durante a Segunda Guerra Sino-Japonesa.
Uma versão do fuzil ZH-29 tinha câmara para o cartucho .276 Pedersen e foi submetida a testes do Exército dos EUA, mas não teve sucesso.
Durante os últimos estágios de desenvolvimento do fuzil de assalto AK-47, o comitê de testes aconselhou Mikhail Kalashnikov a redesenhar o grupo de gatilho do protótipo do fuzil AK-46 nos moldes do fuzil ZH-29, o que ele fez. O comitê dos campos de testes também aconselhou todos os competidores sobre como melhorar de maneira geral o projeto de suas armas de fogo.

## Operadores
- China: 210 importadas em 1930-1931[6]
- Etiópia: 100 ZH-32[7]
- Japão: (Cópia de protótipo experimental desenvolvida a partir de exemplos capturados na China)[8]
- Lituânia
- Tailândia[9]